# Raoul du Roveray
Raoul Louis du Roveray (1879-1940) fue un jugador de bádminton inglés.

## Carrera en el bádminton
Du Roveray, nacido en Brentford, fue ganador del All England Open Badminton Championships. Ganó los dobles en 1920 junto a Archibald Engelbach.
Obtuvo sus medallas de Inglaterra mientras jugaba para Middlesex.

## Logros deportivos
El mayor éxito deportivo de Raoul du Roveray se remonta al All England 1920. Allí compitió en dobles masculino con Archibald Frank Engelbach y ganó en esta disciplina el torneo de bádminton más antiguo y, en aquel momento, más destacado del mundo. En 1926 ganó el Abierto de Irlanda en dobles masculino con George Alan Thomas.
| Año  | Evento                  | Modalidad         | Puesto         | Pareja              |
| ---- | ----------------------- | ----------------- | -------------- | ------------------- |
| 1920 | All England             | Dobles masculinos | Medalla de oro | Archibald Engelbach |
| 1926 | Abierto de Irlanda 1926 | Dobles masculinos | Medalla de oro | George Alan Thomas  |